# Alternirajući konačni automat
U teoriji automata, alternirajući konačni automat (AKA) je nedeterministički konačni automat čije prijelaze dijelimo na egzistencijalne i univerzalne. Neka je A alternirajući automat:
- Za svaki prijelaz {\displaystyle (q,a,q_{1}\vee q_{2})}, A nedeterministički odabire prijelaz trenutnog stanja u ili {\displaystyle q_{1}} ili {\displaystyle q_{2}} prilikom čitanja a.
- Za svaki prijelaz {\displaystyle (q,a,q_{1}\wedge q_{2})}, A prelazi u stanja {\displaystyle q_{1}} i {\displaystyle q_{2}} prilikom čitanja a.

Uočite da zbog univerzalne kvantifikacije je slijed prijelaza predstavljen stablom izvođenja (engl. run tree). A prihvaća riječ w ako postoji stablo nad w takvo da svaki put stabla završava u prihvatljivom stanju.
Osnovni teorem kaže da je svaki AKA istovjetan nedeterminističkom konačnom automatu (NKA) obavljanjem slične konstrukcije partitivnog skupa kao što se koristi prilikom konverzije NKA u deterministički konačni automat (DKA). Ova tehnika konstrukcije konvertira AKA sa k stanja u NKA s najviše {\displaystyle 2^{k}} stanja.
Alternativni često korišteni model jest onaj u kojem su logičke (Booleove) kombinacije predstavljene kao formule logike sudova. Na primjer, pretpostavljajući da su kombinacije u disjunktivnoj normalnoj formi, pri čemu bi {\displaystyle \{\{q_{1}\}\{q_{2},q_{3}\}\}} predstavljalo {\displaystyle q_{1}\vee (q_{2}\wedge q_{3})} - stanje tt (istina) je predstavljeno sa {\displaystyle \{\{\}\}} u ovom slučaju, a stanje ff (laž) sa {\displaystyle \emptyset }.
Predstavljanje u obliku formuli je obično učinkovitije.